# Gary Hogeboom
Gary Keith Hogeboom (* 21. srpna 1958, Grand Haven, Michigan, USA) je bývalý profesionální hráč amerického fotbalu v NFL na postu quarterbacka. Také soutěžil v televizní reality show Kdo přežije: Guatemala. Gary hrál fotbal za střední školu Northview High School ve městě Grand Rapids a poté za vysokou školu Central Michigan University. Draftován byl v roce 1980 v pátém kole jako 133. celkově týmem Dallas Cowboys, poté ještě nastupoval za Indianapolis Colts, Phoenix Cardinals a Washington Redskins. Během desetileté kariéry v NFL nasbíral 9 346 yardů, 49 touchdownů a 60 interceptionů.

## Survivor: Guatemala
V roce 2005 se Hageboom zúčastnil televizní reality show Kdo přežije: Guatemala. Svoji minulost držel v tajnosti. Dokonce se vydával za Garyho Hawkinse, povoláním zahradního architekta, protože se bál, že ostatní si budou myslet, že je již bohatý a hned ho vyhodí. Bohužel pro něj plán selhal, soupeřka Danni Boatwrightová pracovala ve sportovním rádiu a poznala ho. Hogeboom byl velice silný soutěžící a vydržel 30 dnů. Hogeboom vešel do dějin soutěže jako první člověk, který našel symbol skryté imunity, která ho alespoň na jedno kolo zachránila od vyřazení.

## Osobní život
Hogeboom je ženatý a má čtyři děti. Žije v Grand Haven, kde pracuje jako trenér na místní vysoké škole.